# إدوارد ليدسكالنين

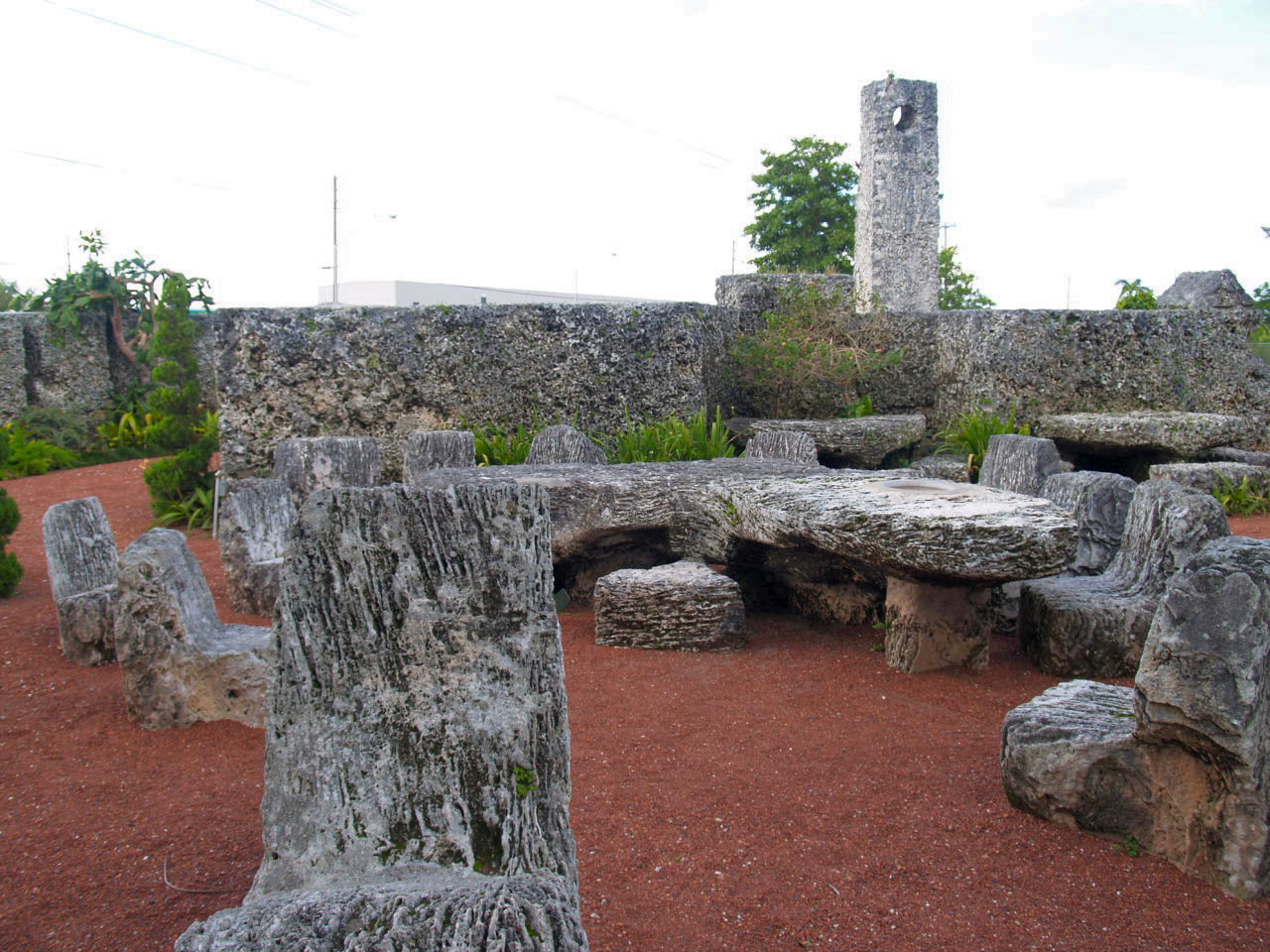
منظر من داخل قلعة كورال في ليدسكالينين.

إدوارد ليدسكالنين ( اللاتفية: Edvards Liedskalniņš ) (12 يناير 1887 - 7 ديسمبر 1951) كان مهاجرًا لاتفيًا إلى الولايات المتحدة ومهندسًا علم نفسه بنفسه وقام ببناء قلعة كورال في فلوريدا بمفرده، والتي أضيفت إلى السجل الوطني للأماكن التاريخية في عام 1984. كان ليدسكالين معروفًا أيضًا بتطوير نظريات المغناطيسية .